# Ludwig Stern (Ägyptologe)
Ludwig Stern (* 12. August 1846 in Hildesheim; † 9. Oktober 1911 in Berlin) war ein deutscher Ägyptologe, Koptologe, Keltologe und Bibliothekar.

## Ausbildung und Tätigkeiten
Geboren in Hildesheim als Sohn der Johanne Sophie Stern, geb. Bartels, und des Amtsvogtes Christian Ferdinand Stern, hatte er zunächst in Göttingen romanische und orientalische Philologie studiert, sich unter Einfluss von Heinrich Brugsch der Ägyptologie zugewandt und nach dem Staatsexamen ein Lehramt im pommerschen Freienwalde angenommen.
Eine Wende in seinem Leben trat ein, als er, mit einem Stipendium des preußischen Kultusministeriums versehen, den Romancier und Ägyptologen Georg Ebers auf einer Reise nach Kairo begleiten durfte, dem er auch bei der Edition des nach ihm bekannten Papyrus Ebers assistierte. In Kairo leitete Stern 1873–1874 die Bibliothek des Khediven und erhielt die Offizierswürde des türkischen Madschidi-Ordens. Nach seiner Rückkehr wurde er als Direktoral-Assistent der Königlichen Museen in Berlin eingestellt und betreute die ägyptische Abteilung. Er übersetzte ein Standardwerk über die Altertümer auf Zypern. 1886 wechselte er mit seiner Habilitation zur Königlichen Bibliothek, die ihn neunzehn Jahre später, am 1. Oktober 1905, als Nachfolger von Valentin Rose zum Leiter der Handschriftenabteilung ernannte.
Neben der Hieroglyphenschrift beherrschte Ludwig Stern zahlreiche Sprachen; „eine fast einzige Sprachkenntnis“ wurde ihm von Bibliothekarskollegen nachgesagt: „Von den orientalischen wußte er mit Ausnahme der ostasiatischen so gut wie alle, wenn nicht zu verstehen, so doch zu lesen.“
Stern beschäftigte sich speziell mit der jüngsten Sprachstufe des Ägyptischen, dem Koptischen, und verfasste seine einflussreiche Koptische Grammatik, Leipzig 1880, die einen erheblichen Fortschritt im Verständnis der Sprache bedeutete, lange als die detaillierteste koptische Grammatik galt und noch heute fallweise benutzt wird. Darüber, dass er nie eine ordentliche Anstellung im engeren Fachgebiet der Ägyptologie fand, wurde er zunehmend verbittert.
Er wandte sich schließlich auch noch der Keltologie zu, mit der er sich schon in seiner Studienzeit beschäftigt hatte. Unter anderem bekannt wurde er als Mitgründer der Zeitschrift für celtische Philologie (mit Kuno Meyer) sowie durch seine Edition des aus dem 18. Jahrhundert stammenden irischen Gedichts Cúirt an Mheadhon Oidhche.
In der Handschriftenabteilung der Königlichen Bibliothek nahm Ludwig Stern die anerkannte Katalogisierung der 1881 durch das Vermächtnis Ludmilla Assings acquirierten Varnhagen von Enseschen Sammlung vor. Als „beispielgebendes Meisterwerk moderner Autographenkatalogisierung“ (Georg Leyh) wurde diese Arbeit vorbildlich für den sechsbändigen Gesamtkatalog der Handschriftensammlung mit 14.500 Namen. Ferner führte Stern das Akzessionsjournal, sammelte die Korrespondenz Theodor Mommsens und edierte Schiller- und Kant-Autographen. Die Drucklegung des Varnhagen-Katalogs beschäftigte ihn noch auf dem Sterbebett, wo er, unterstützt durch seine Assistentin Elsbeth Triepke, dem 1000 Seiten starken Werk noch drei Tage vor seinem Tod das Imprimatur geben konnte. Auf seinen Wunsch wurde er ohne Teilnahme einer Abordnung der Bibliothek in Hamburg beigesetzt.

## Veröffentlichungen (Auswahl)
- Koptische Grammatik. Weigel, Leipzig 1880.
- Die Varnhagen von Ensesche Sammlung in der koeniglichen Bibliothek zu Berlin. Behrend, Berlin 1911.